# ملك الناصر (قرية)
مَلْكْ النَّاصِر أو مَّكَّ الناصر قرية زراعية كبيرة هي بوابة منطقة السكوت السياسية شمالاً، يهاجر إليها الكثير من سكان القرى المجاورة للزراعة.

## الموقع
تقع قرية ملك الناصر في جنوب وادى حلفا وأقصى شمال منطقة السكوت في الولاية الشمالية يحد القرية من الشمال قرية دويشات التابعة لمحلية وادي حلفا سياسياً وجغرافياً.ويحدها من الجنوب قرية سونغى ومن الغرب النيل ومن الشرق صحراء العتمور.وهي من القرى التابعة لمنطقة أرض الحجر التي تمتد من جنوب وادى حلفا حتى السكوت..أكبر مناطق النوبة السودانية.

## النشاط السكاني
الزراعة
وهي الحرفة الأولى للسكان .
الرعي
أهم المواشي التي تربى هي الضأن والماعز.

## المصدر
القرى النوبية، للدائرة الجغرافية بعبري